# Letectví a kosmonautika
Letectví a kosmonautika (psáno také jako zkratka L+K) je nejdéle vycházející odborný časopis v oborech letectví a kosmonautiky v Česku a na Slovensku. První číslo vyšlo v roce 1921. 
Časopis je expedován do zemí Evropy, Austrálie, do Číny, Japonska, Kanady, Nového Zélandu, USA, Ruska, Ukrajiny a dalších zemí.[zdroj?]
Pojednává o všech činnostech civilního i vojenského letectví:
- letecké modelářství
- letecká doprava
- sportovní letectví
- vojenské letectví
- kosmonautika